# Melinajuganahalli, Dod Ballapur
Melinajuganahalli là một làng thuộc tehsil Dod Ballapur, huyện Bangalore Rural, bang Karnataka, Ấn Độ.